# Tibellus oblongus maculatus
Tibellus oblongus là một phân loài nhện trong họ Philodromidae.
Loài này thuộc chi Tibellus. Tibellus oblongus maculatus được Lodovico di Caporiacco miêu tả năm 1950.

## Hình ảnh

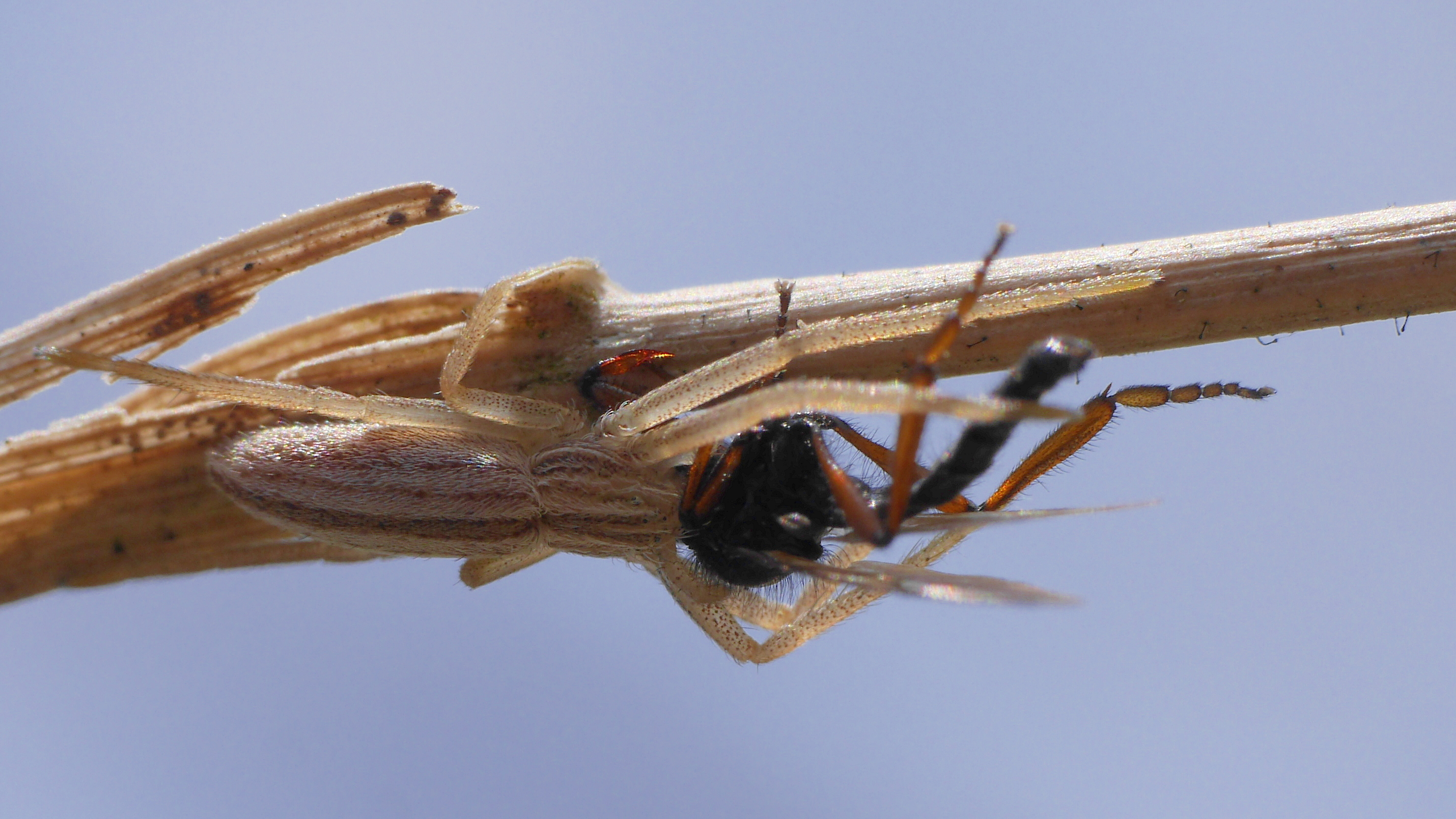
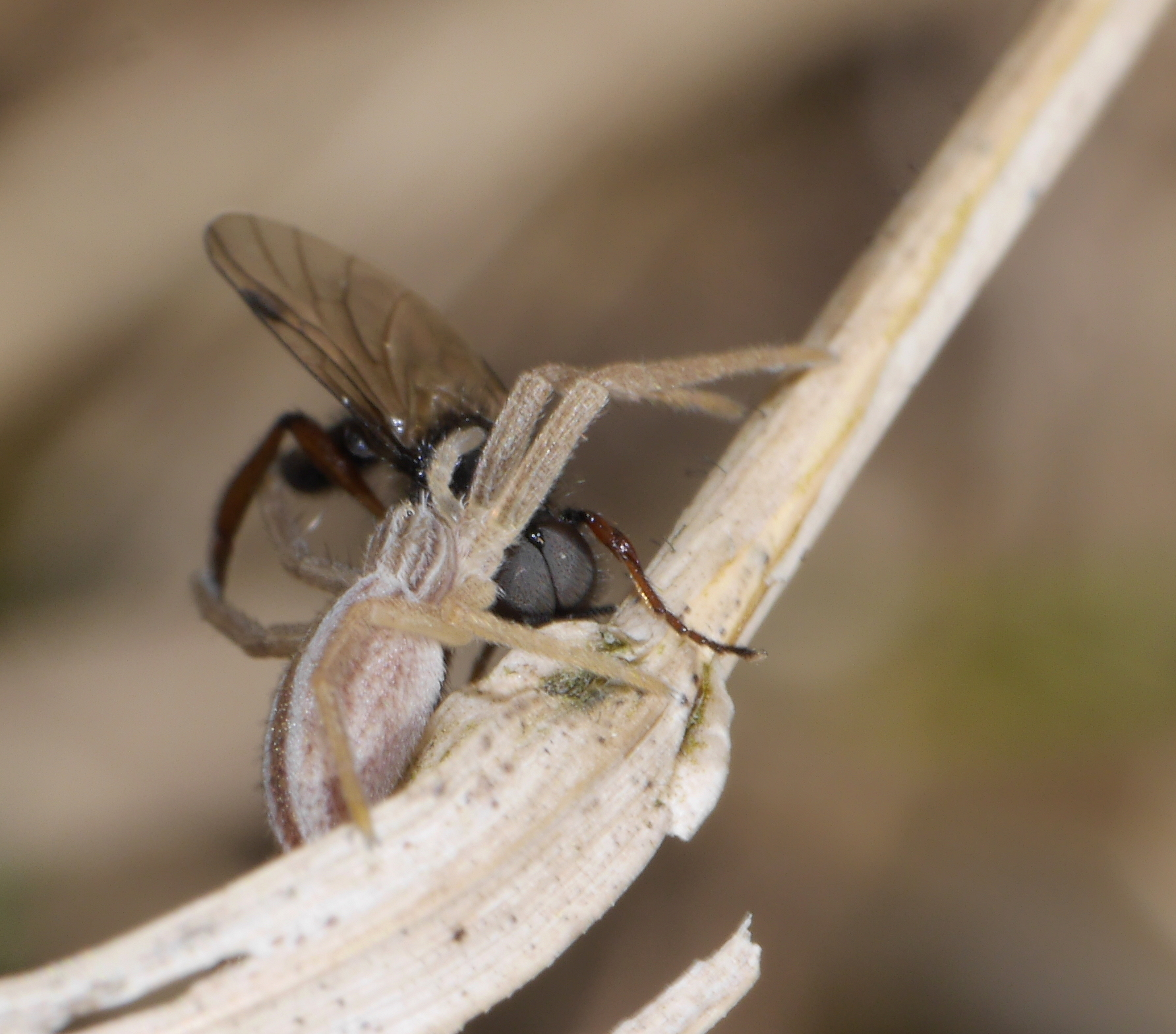
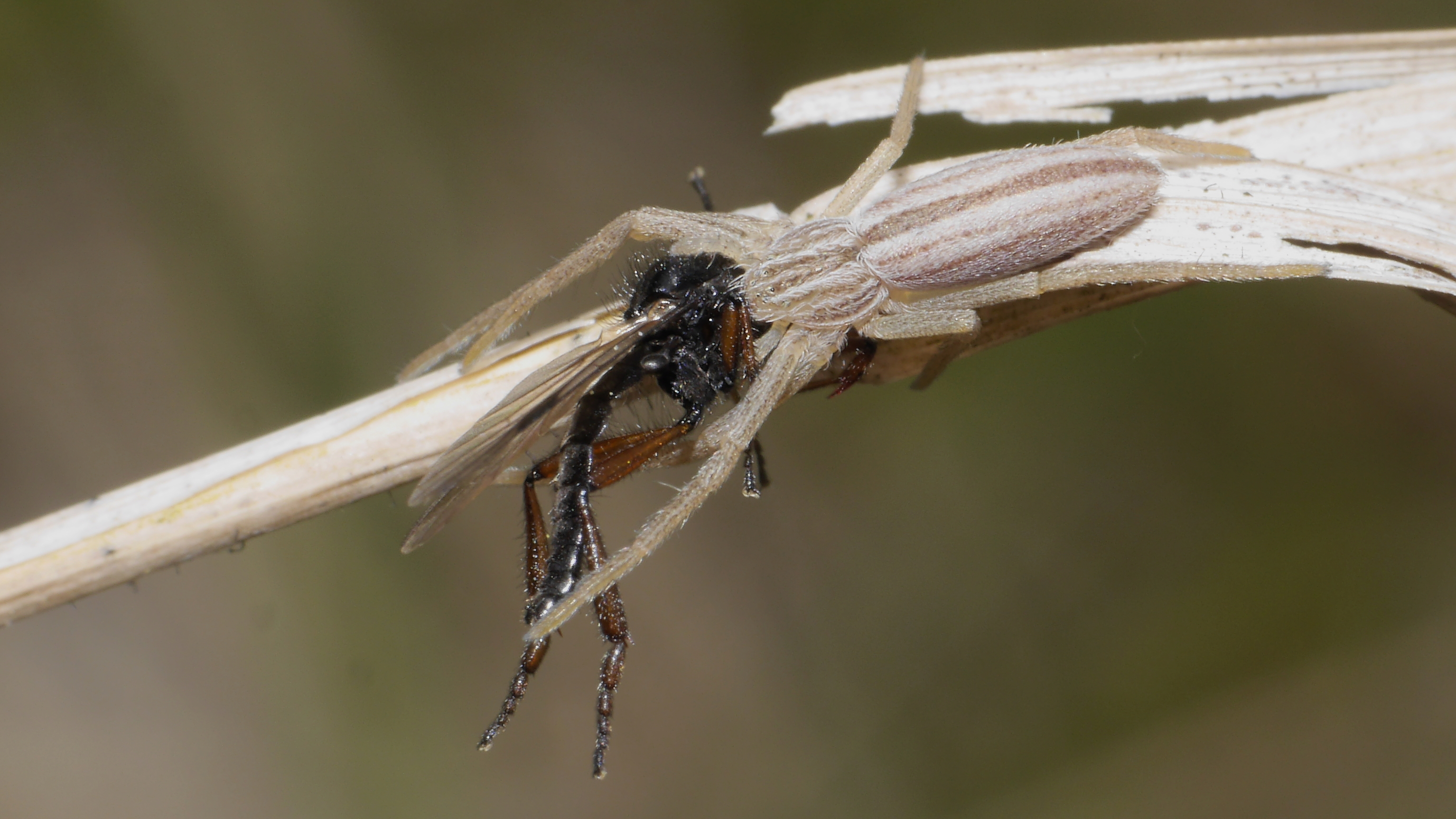
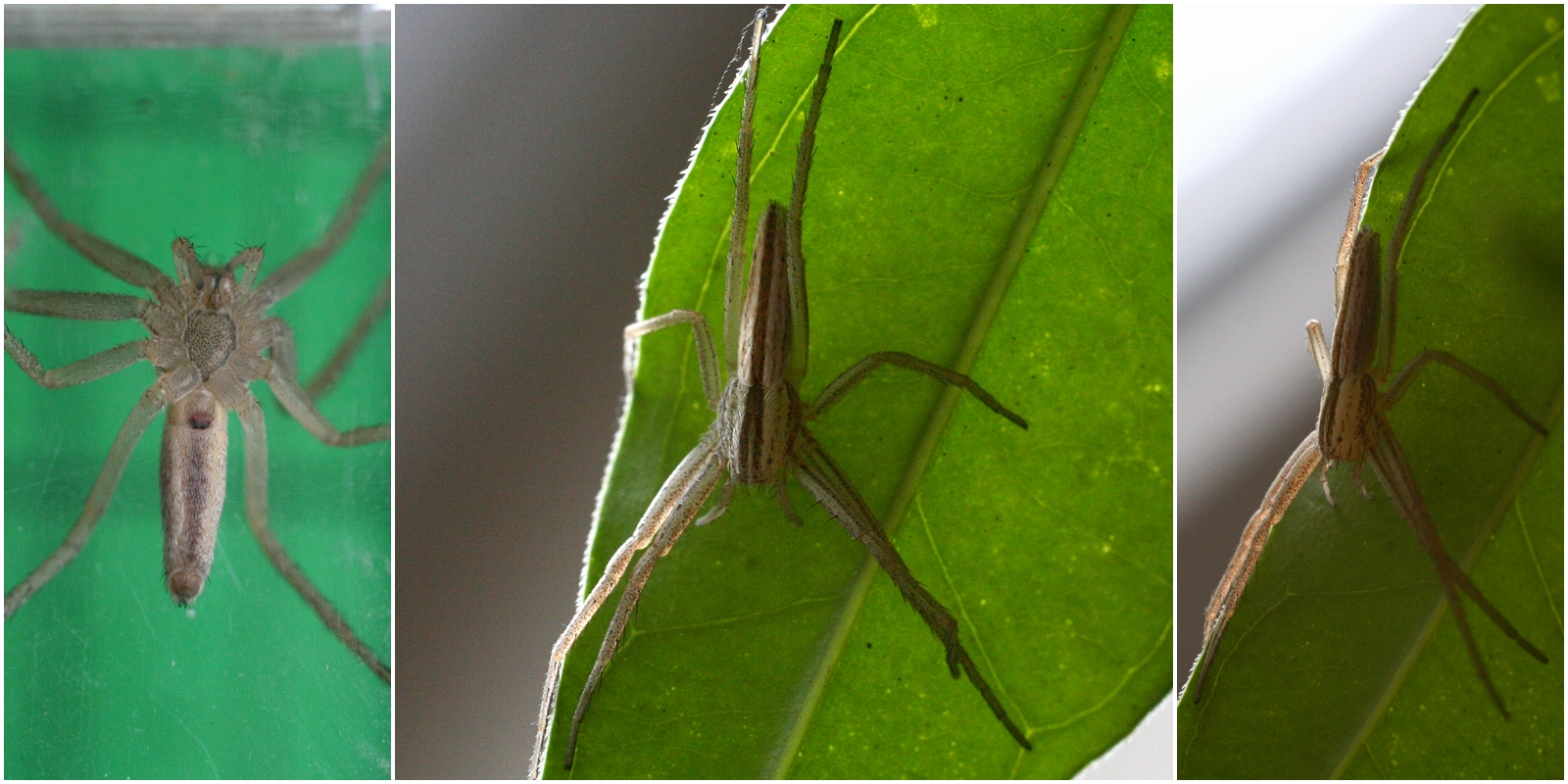